# Valentin Ianine
Valentin Lavrentievitch Ianine (en russe : Валентин Лаврентьевич Янин), né le 6 février 1929 à Viatka (URSS) et mort le 2 février 2020 à Moscou (Russie), est un historien et archéologue soviétique puis russe, auteur de plus de 700 ouvrages et articles scientifiques.  
Valentin Ianine est également l'éditeur d'importants journaux spécialisés et de sources primaires portant sur le droit médiéval russe, la sigillographie et l'épigraphie, l'archéologie et l'histoire. Son domaine d'expertise concerne la Russie médiévale, et plus particulièrement Novgorod la Grande où il a mené des fouilles à partir de 1962.

## Biographie
Valentin Ianine est né à Vyatka . Ses grands-parents maternels ont été arrêtés en 1937 et sont morts dans un camp de prisonniers en 1938. Son père était apparemment sur une liste à exécuter mais a échappé à ce sort et a déménagé avec sa famille à Moscou. Valentin Ianine a terminé ses études secondaires en 1946, obtenant un diplôme avec une médaille d'or; il s'est inscrit à l'université d'État de Moscou en 1951.

## Récompenses et distinctions
- 2010 : Prix Soljenitsyne